# Danny Thomas
Danny Thomas (6 de enero de 1912 - 6 de febrero de 1991) fue un humorista y actor televisivo y cinematográfico estadounidense, conocido principalmente por su participación en la serie televisiva Make Room for Daddy, o The Danny Thomas Show.

## Biografía

### Inicios
Su verdadero nombre era Muzyad Yaqoob Kairouz, y nació en Deerfield, Míchigan. Sus padres eran Charles Jacobs Kairouz y Margaret Simon Taouk, ambos de ascendencia libanesa. Antes de usar su nombre artístico utilizó su nombre de nacimiento, aunque occidentalizado, Amos Jacobs. El nombre Danny Thomas procede de los primeros nombres de dos de sus hermanos. De niño vivió en diferentes ciudades, incluyendo Toledo, Ohio, y Rochester, Nueva York.

### Carrera
En la gran pantalla, protagonizó The Jazz Singer, una versión de 1952 de El cantante de jazz de 1927, e interpretó al compositor Gus Kahn junto a Doris Day en el filme de 1951 I'll See You in My Dreams. Tras la serie Make Room for Daddy, más adelante conocida como The Danny Thomas Show, se hizo un conocido productor televisivo, trabajando en muchos programas populares tales como The Dick Van Dyke Show, The Andy Griffith Show, y The Mod Squad. Thomas también produjo dos series para Walter Brennan: The Tycoon y The Guns of Will Sonnett, ambas en la ABC durante la década de 1960.
Conocido como un generoso filántropo, Thomas fundó el St. Jude Children's Research Hospital en Memphis (Tennessee), en 1962. El hospital ha tratado a miles de niños afectados de cáncer. 
Además, fue uno de los propietarios originales de los Miami Dolphins, junto con Joe Robbie, aunque vendió pronto su participación. Thomas fue también un gran aficionado al golf. Tenía un buen handicap y llegó a competir con Sam Snead en un partido benéfico.
Sus hijos también se dedicaron al espectáculo, siendo la más famosa su hija Marlo Thomas, casada con Phil Donahue. 
Thomas, católico devoto, fue recompensado por el Papa Pablo VI con el grado de Caballero de la Orden del Santo Sepulcro de Jerusalén en reconocimiento a sus servicios a la Iglesia y a la comunidad. El Presidente Ronald Reagan concedió a Thomas la Medalla de oro del congreso de los Estados Unidos por su trabajo en el St Jude's Hospital.